# 吉坦賈利·拉奧
吉坦賈利·拉奧（英語：Gitanjali Rao，2005年11月19日—）是印度裔的美國發明家、作家、科學家和工程師，在密西根州爆發水汙染事件時以碳纳米管研發行動裝置APP檢測水中的鉛含量，還研發應用程式解決網路霸凌與鴉片類藥物成癮的問題；2019年成為《富比士雜誌》的30歲以下「傑出青年創新者」，也在2020年成為《時代雜誌》首位「年度風雲兒童」。

## 經歷
拉奧10歲與父母觀看新聞時，看到美國密西根州正在爆發大規模的水汙染事件，這讓拉奧決定幫忙，她藉由碳纳米管研究出探查行動裝置，透過藍芽連上手機APP，就可以在10秒內檢測出水裡的鉛含量，以希臘淡水女神忒提斯的名字取名「Tethys」，並以Tethys獲得探索教育3M青年科學家挑戰賽「2017年美國傑出少年科學家獎」的25000美元獎金；此外拉奧研發一款APP「Kindly」，透過人工智能偵測留言中的霸凌內容，提醒人民發言前檢查自己的用字內容避免傷害他人，還研發名為「Epione」的應用程式解決鴉片類藥物成癮獲得「TCS點燃創新學生挑戰賽」健康獎。2019年《富比士雜誌》將拉奧評為30歲以下「傑出青年創新者」，2020年《時代雜誌》從5000位美國年輕人選出5名入圍者，拉奧成為第一位「年度風雲兒童」。

## 著作
- Gitanjali Rao. . LifeRich Publishing. 2015. ISBN 9781489704085.
- Gitanjali Rao. . Post Hill Press. 2021. ISBN 9781642938005.

## 外部連結
- 官方网站
- 吉坦賈利·拉奧的X（前Twitter）